# Leptolalax melicus
Espèce
Leptolalax melicus est une espèce d'amphibiens de la famille des Megophryidae.

## Répartition
Cette espèce est endémique du parc national de Virachey au Cambodge. Sa présence est incertaine au Laos et au Viêt Nam.

## Description
Lors de la description originale, les mâles mesuraient entre 19,5 et 22,8 mm.

## Étymologie
Le nom spécifique melicus vient du latin melicus, lyrique, musical, en référence à la complexe structure du chant de cette espèce.

## Publication originale
- Rowley, Stuart, Neang & Emmett, 2010 : A new species of Leptolalax (Anura: Megophryidae) from northeastern Cambodia. Zootaxa, no 2567, p. 57-68.